# Callanga tenebrosa
Callanga tenebrosa là một loài bọ cánh cứng trong họ Cerambycidae.